# Alsdorf
Alsdorf es una ciudad alemana del estado federado de Renania del Norte-Westfalia. Hasta finales de siglo XX, esta localidad fue un importante centro minero, aunque desde entonces muchas empresas de servicio se han asentado en Alsdorf. Además, esta ciudad posee una arena, un cine, un zoológico y un museo llamado «Grube Anna», dedicado a la actividad minera que se practicaba de antaño en esta localidad.
Alsdorf se encuentra muy cerca de la triple frontera entre Alemania, Bélgica y los Países Bajos. 
La primera mención encontrada a este poblado ocurrió en 1191 en un documento de una iglesia bajo el nombre de «Alstorp».
Esta ciudad está hermanada con las localidades de Hennigsdorf (Brandeburgo, Alemania), Brunssum (Países Bajos) y Saint-Brieuc (Francia).